# IIHF Continental Cup 2011/12
Der IIHF Continental Cup 2011/12 war die 15. Austragung des von der Internationalen Eishockey-Föderation IIHF ausgetragenen Wettbewerbs. Das Turnier wurde vom 30. September 2011 bis 15. Januar 2012 ausgetragen. Insgesamt nahmen 18 Mannschaften aus 18 Nationen am Wettbewerb teil, darunter erstmals seit Austragung 2008/09 wieder eine Mannschaft aus den sogenannten Top-7-Nationen.
Zwei Finalrundenteilnehmer waren gesetzt, der Gastgeber Dragons de Rouen und der Titelverteidiger HK Junost Minsk aus Belarus, als Vertreter der am höchsten platzierten Länder nach der IIHF-Ligenrangliste 2011, die für das Turnier gemeldet haben – mit Ausnahme von Russland. Die beiden weiteren Finalteilnehmer wurden in drei Qualifikationsrunden ermittelt.

## Qualifikation

### Erste Runde
Die Spiele der ersten Runde finden vom 30. September bis 2. Oktober 2011 in der türkischen Hauptstadt Ankara statt. Der zunächst gemeldete HC Metulla aus Israel nahm nicht am Turnier teil.

#### Gruppe A
| 30. September 2011 19:00 Uhr | Başkent Yıldızları Ankara | 1:16 (0:6, 0:5, 1:5) | White Caps Turnhout | Bel-Pa Eishalle, Ankara Zuschauer: 157 |

| 1. Oktober 2011 19:00 Uhr | Tartu Kalev-Välk | 11:2 (5:0, 3:2, 3:0) | Başkent Yıldızları Ankara | Bel-Pa Eishalle, Ankara Zuschauer: nicht bekannt |

| 2. Oktober 2011 19:00 Uhr | White Caps Turnhout | 5:2 (5:0, 0:1, 0:1) | Tartu Kalev-Välk | Bel-Pa Eishalle, Ankara Zuschauer: 120 |

| Pl. |                           | Sp | S | OTS | OTN | N | Tore  | Punkte |
| 1.  | White Caps Turnhout       | 2  | 2 | 0   | 0   | 0 | 21:03 | 6      |
| 2.  | Tartu Kalev-Välk          | 2  | 1 | 0   | 0   | 1 | 13:07 | 3      |
| 3.  | Başkent Yıldızları Ankara | 2  | 0 | 0   | 0   | 2 | 03:27 | 0      |

### Zweite Runde
Die zweite Runde des Continental Cups wurde vom 21. bis zum 23. Oktober 2011 in zwei Gruppen ausgespielt. Die Spielorte waren Dunaújváros in Ungarn und Miercurea Ciuc in Rumänien. Der Sieger der Gruppe A, White Caps Turnhout aus Belgien, qualifizierte sich zur Teilnahme in der Gruppe B.

#### Gruppe B
| 21. Oktober 2011 16:00 Uhr | CH Jaca | 3:7 (1:1, 1:5, 1:1) | White Caps Turnhout | Dunaújvárosi Jégcsarnok, Dunaújváros Zuschauer: 100 |

| 21. Oktober 2011 20:00 Uhr | Dunaújvárosi Jégkorong | 1:3 (1:1, 0:1, 0:1) | HYS The Hague | Dunaújvárosi Jégcsarnok, Dunaújváros Zuschauer: 1.200 |

| 22. Oktober 2011 16:00 Uhr | White Caps Turnhout | 5:3 (1:0, 3:3, 1:0) | HYS The Hague | Dunaújvárosi Jégcsarnok, Dunaújváros Zuschauer: 150 |

| 22. Oktober 2011 20:00 Uhr | Dunaújvárosi Jégkorong | 7:1 (2:1, 3:0, 2:0) | CH Jaca | Dunaújvárosi Jégcsarnok, Dunaújváros Zuschauer: 1.001 |

| 23. Oktober 2011 16:00 Uhr | HYS The Hague | 11:1 (1:0, 3:0, 7:1) | CH Jaca | Dunaújvárosi Jégcsarnok, Dunaújváros Zuschauer: 150 |

| 23. Oktober 2011 20:00 Uhr | White Caps Turnhout | 4:9 (1:1, 0:5, 3:3) | Dunaújvárosi Jégkorong | Dunaújvárosi Jégcsarnok, Dunaújváros Zuschauer: 1.250 |

| Pl. |                        | Sp | S | OTS | OTN | N | Tore  | Punkte |
| 1.  | Dunaújvárosi Jégkorong | 3  | 2 | 0   | 0   | 1 | 17:08 | 6      |
| 2.  | HYS The Hague          | 3  | 2 | 0   | 0   | 1 | 17:07 | 6      |
| 3.  | White Caps Turnhout    | 3  | 2 | 0   | 0   | 1 | 14:13 | 6      |
| 4.  | CH Jaca                | 3  | 0 | 0   | 0   | 3 | 03:23 | 0      |

#### Gruppe C
| 21. Oktober 2011 16:00 Uhr | HK Liepājas Metalurgs | 3:2 n. P. (1:0, 1:2, 0:0, 0:0, 1:0) | HK Beibarys Atyrau | Vákár Lajos, Miercurea Ciuc Zuschauer: 346 |

| 21. Oktober 2011 19:30 Uhr | HDD Olimpija Ljubljana | 3:8 (0:2, 2:2, 1:4) | HSC Csíkszereda | Vákár Lajos, Miercurea Ciuc Zuschauer: 1.150 |

| 22. Oktober 2011 16:00 Uhr | HK Liepājas Metalurgs | 11:1 (4:0, 4:0, 3:1) | HDD Olimpija Ljubljana | Vákár Lajos, Miercurea Ciuc Zuschauer: 150 |

| 22. Oktober 2011 19:30 Uhr | HSC Csíkszereda | 1:5 (0:2, 1:3, 0:0) | HK Beibarys Atyrau | Vákár Lajos, Miercurea Ciuc Zuschauer: 1.100 |

| 23. Oktober 2011 16:00 Uhr | HK Beibarys Atyrau | 13:3 (1:1, 6:0, 6:2) | HDD Olimpija Ljubljana | Vákár Lajos, Miercurea Ciuc Zuschauer: 110 |

| 23. Oktober 2011 19:30 Uhr | HSC Csíkszereda | 0:6 (0:3, 0:0, 0:3) | HK Liepājas Metalurgs | Vákár Lajos, Miercurea Ciuc Zuschauer: 1.200 |

| Pl. |                        | Sp | S | OTS | OTN | N | Tore  | Punkte |
| 1.  | HK Liepājas Metalurgs  | 3  | 2 | 1   | 0   | 0 | 20:03 | 8      |
| 2.  | HK Beibarys Atyrau     | 3  | 2 | 0   | 1   | 0 | 20:07 | 7      |
| 3.  | HSC Csíkszereda        | 3  | 1 | 0   | 0   | 2 | 09:14 | 3      |
| 4.  | HDD Olimpija Ljubljana | 3  | 0 | 0   | 0   | 3 | 07:32 | 0      |

### Dritte Runde
Die dritte Runde des Continental Cups findet vom 25. bis 27. November 2011 statt. Gespielt wird in zwei Gruppen im dänischen Herning und ukrainischen Donezk. Der Sieger der Gruppe B, Dunaújvárosi Jégkorong, qualifizierte sich zur Teilnahme in der Gruppe D, während der Sieger der Gruppe C, HK Liepājas Metalurgs, das Ticket zur Teilnahme in der Gruppe E löste.

#### Gruppe D
| 25. November 2011 15:00 Uhr | Sheffield Steelers | 3:4 n. P. (1:0, 2:2, 0:1, 0:0, 0:1) | HC Asiago | KVIK Hockey Arena, Herning Zuschauer: nicht bekannt |

| 25. November 2011 19:00 Uhr | Dunaújvárosi Jégkorong | 3:1 (0:1, 2:0, 1:0) | Herning Blue Fox | KVIK Hockey Arena, Herning Zuschauer: nicht bekannt |

| 26. November 2011 15:00 Uhr | HC Asiago | 3:2 (0:1, 1:1, 2:0) | Dunaújvárosi Jégkorong | KVIK Hockey Arena, Herning Zuschauer: nicht bekannt |

| 26. November 2011 19:00 Uhr | Herning Blue Fox | 3:0 (0:0, 2:0, 1:0) | Sheffield Steelers | KVIK Hockey Arena, Herning Zuschauer: nicht bekannt |

| 27. November 2011 15:00 Uhr | Dunaújvárosi Jégkorong | 6:3 (2:0, 4:1, 0:2) | Sheffield Steelers | KVIK Hockey Arena, Herning Zuschauer: nicht bekannt |

| 27. November 2011 19:00 Uhr | Herning Blue Fox | 3:2 n. V. (2:1, 0:1, 0:0, 1:0) | HC Asiago | KVIK Hockey Arena, Herning Zuschauer: nicht bekannt |

| Pl. |                        | Sp | S | OTS | OTN | N | Tore  | Punkte |
| 1.  | HC Asiago              | 3  | 1 | 1   | 1   | 0 | 09:08 | 6      |
| 2.  | Dunaújvárosi Jégkorong | 3  | 2 | 0   | 0   | 1 | 11:07 | 6      |
| 3.  | Herning Blue Fox       | 3  | 1 | 1   | 0   | 1 | 07:05 | 5      |
| 4.  | Sheffield Steelers     | 3  | 0 | 0   | 1   | 2 | 06:13 | 1      |

#### Gruppe E
| 25. November 2011 14:30 Uhr | KS Cracovia | 1:6 (0:2, 1:2, 0:2) | Rubin Tjumen | Druschba-Sportpalast, Donezk Zuschauer: 650 |

| 25. November 2011 18:30 Uhr | HK Liepājas Metalurgs | 2:6 (0:3, 1:0, 1:3) | HK Donbass Donezk | Druschba-Sportpalast, Donezk Zuschauer: 3.654 |

| 26. November 2011 14:30 Uhr | Rubin Tjumen | 4:3 (0:1, 3:2, 1:0) | HK Liepājas Metalurgs | Druschba-Sportpalast, Donezk Zuschauer: 680 |

| 26. November 2011 18:30 Uhr | HK Donbass Donezk | 3:1 (1:1, 1:0, 1:0) | KS Cracovia | Druschba-Sportpalast, Donezk Zuschauer: 3.927 |

| 27. November 2011 14:30 Uhr | KS Cracovia | 3:1 (2:0, 1:0, 0:1) | HK Liepājas Metalurgs | Druschba-Sportpalast, Donezk Zuschauer: 712 |

| 27. November 2011 18:30 Uhr | HK Donbass Donezk | 3:1 (2:0, 0:1, 1:0) | Rubin Tjumen | Druschba-Sportpalast, Donezk Zuschauer: 4.007 |

| Pl. |                       | Sp | S | OTS | OTN | N | Tore  | Punkte |
| 1.  | HK Donbass Donezk     | 3  | 3 | 0   | 0   | 0 | 12:04 | 9      |
| 2.  | Rubin Tjumen          | 3  | 2 | 0   | 0   | 1 | 11:07 | 6      |
| 3.  | KS Cracovia           | 3  | 1 | 0   | 0   | 2 | 05:10 | 3      |
| 4.  | HK Liepājas Metalurgs | 3  | 0 | 0   | 0   | 3 | 06:13 | 0      |

## Super Final
Das Super Final des Continental Cups fand vom 13. bis 15. Januar 2012 statt. Der Austragungsort des Turniers war das französische Rouen. Neben den bereits gesetzten Vertretern aus Frankreich und Belarus, dem Gastgeber Dragons de Rouen und dem Titelverteidiger HK Junost Minsk, sicherten sich in der finalen Qualifikationsrunde der HC Asiago aus Italien, als der Sieger der Gruppe D, und der HK Donbass Donezk aus der Ukraine, als Sieger der Gruppe E die verbleibenden zwei Plätze.

### Gruppe F
| 13. Januar 2012 16:30 Uhr | HK Donbass Donezk J. Beluchin (23:41) J. Beluchin (32:51) | 2:1 (0:0, 2:0, 0:1) Spielbericht | HK Junost Minsk M. Slysch (45:33) | Île Lacroix, Rouen Zuschauer: 1.983 |

| 13. Januar 2012 20:00 Uhr | Dragons de Rouen J.-P. Paré (3:20) F.-P. Guénette (24:13) C. Mallette (32:24) F.-P. Guénette (38:04) A. Manavian (43:46) C. Mallette (57:21) | 6:0 (1:0, 3:0, 2:0) Spielbericht | HC Asiago | Île Lacroix, Rouen Zuschauer: 2.747 |

| 14. Januar 2012 16:30 Uhr | HC Asiago D. Borrelli (26:00) L. Ulmer (32:06) | 2:6 (0:2, 2:2, 0:2) Spielbericht | HK Donbass Donezk S. Warlamow (3:53) J. Dubrowin (19:15) O. Schafarenko (26:39) O. Schafarenko (35:44) S. Warlamow (53:51) S. Piskunow (58:42) | Île Lacroix, Rouen Zuschauer: 2.516 |

| 14. Januar 2012 20:00 Uhr | HK Junost Minsk S. Sadseljonau (33:19) A. Baschko (35:07) A. Baschko (39:58) I. Waraschylau (49:25) | 4:2 (0:0, 3:1, 1:1) Spielbericht | Dragons de Rouen M.-A. Thinel (20:56) C. Mallette (42:59) | Île Lacroix, Rouen Zuschauer: 2.747 |

| 15. Januar 2012 16:00 Uhr | HC Asiago R. Intranuovo (58:01) | 1:4 (0:2, 0:1, 1:1) Spielbericht | HK Junost Minsk A. Bērziņš (5:18) W. Turkin (6:24) S. Sadseljonau (35:30) M. Slysch (41:28) | Île Lacroix, Rouen Zuschauer: 2.370 |

| 15. Januar 2012 19:30 Uhr | Dragons de Rouen F.-P. Guénette (23:29) M.-A. Thinel (31:55) M.-A. Thinel (38:37) C. Mallette (57:16) J. Desrosiers (57:40) | 5:2 (0:0, 3:1, 2:1) Spielbericht | HK Donbass Donezk W. Didikin (35:48) D. Kotschetkow (49:52) | Île Lacroix, Rouen Zuschauer: 2.747 |

| Pl. |                   | Sp | S | OTS | OTN | N | Tore  | Punkte |
| 1.  | Dragons de Rouen  | 3  | 2 | 0   | 0   | 1 | 13:06 | 6      |
| 2.  | HK Junost Minsk   | 3  | 2 | 0   | 0   | 1 | 09:05 | 6      |
| 3.  | HK Donbass Donezk | 3  | 2 | 0   | 0   | 1 | 10:08 | 6      |
| 4.  | HC Asiago         | 3  | 0 | 0   | 0   | 3 | 03:16 | 0      |

## Auszeichnungen
Spielertrophäen
| Auszeichnung       | Spieler             | Team              |
| ------------------ | ------------------- | ----------------- |
| Bester Torhüter    | Mika Oksa           | HK Junost Minsk   |
| Bester Verteidiger | Wladimir Malewitsch | HK Donbass Donezk |
| Bester Stürmer     | Marc-André Thinel   | Dragons de Rouen  |

Die Auszeichnungen im Rahmen des Finalturniers erhielten Torwart Mika Oksa vom HK Junost Minsk, der russische Verteidiger Wladimir Malewitsch in Diensten des HK Donbass Donezk sowie der französische Stürmer Marc-André Thinel vom Turniersieger und Gastgeber Dragons de Rouen.
Die Krone des Topscorers und besten Torschützen sicherte sich Carl Mallette von den Dragons de Rouen. Seine vier Tore und sieben Punkte waren in beiden Wertungen nicht zu überbieten. Sein Teamkollege Julien Desrosiers sicherte sich mit sechs Assists den Titel des besten Vorlagengebers und erreichte ebenso sieben Punkte. Die beste Fangquote unter den Torhütern wies Fabrice Lhenry – ebenfalls vom Turniersieger aus Rouen vor, der 94,50 Prozent der Schüsse auf sein Tor parierte.

### Siegermannschaft
| IIHF-Continental-Cup-Sieger Dragons de Rouen | Torhüter: Fabrice Lhenry, Sebastian Ylönen Verteidiger: Juha Alén, Richard Demén-Willaume, Raphaël Faure, Jonathan Janil, Nicolas Lehericey, Antonin Manavian, Jimi Santala, Darcy Werenka Angreifer: Quentin Berthon, Julien Desrosiers, Teemu Elomo, François-Pierre Guénette, Romain Gutierrez, Maxime Joly, Carl Mallette, Alexandre Mulle, Jean-Philippe Paré, Anthony Rech, Ilpo Salmivirta, Marc-André Thinel Cheftrainer: Rodolphe Garnier |